# Baimaqiao, Hunan
Baimaqiao (kinesiska: 白马桥) är en stadsdelsdistrikt i Kina. Den ligger i provinsen Hunan, i den södra delen av landet, omkring 43 kilometer väster om provinshuvudstaden Changsha. Antalet invånare är 34579. Befolkningen består av 17 254 kvinnor och 17 325 män. Barn under 15 år utgör 16,0 %, vuxna 15-64 år 76 %, och äldre över 65 år 6,0 %.
Genomsnittlig årsnederbörd är 1 710 millimeter. Den regnigaste månaden är maj, med i genomsnitt 305 mm nederbörd, och den torraste är oktober, med 46 mm nederbörd.